# EN 60601-2-31
Die EN 60601-2-31 mit dem Titel „Medizinische elektrische Geräte – Teil 2-31: Besondere Festlegungen für die Sicherheit einschließlich der wesentlichen Leistungsmerkmale von externen Schrittmachern mit interner Stromversorgung“ ist Teil der Normenreihe EN 60601.
Herausgeber der DIN-Norm DIN EN IEC 60601-2-31 ist das Deutsche Institut für Normung.
Die Norm basiert auf der internationalen Fassung IEC 60601-2-31. Im Rahmen des VDE-Normenwerks ist die Norm als VDE 0750-2-31 klassifiziert, siehe DIN-VDE-Normen Teil 7.
Diese Ergänzungsnorm regelt allgemeine Festlegungen für die Sicherheit, Prüfungen und Richtlinien für externe batteriebetriebene Herzschrittmacher. Zweck ist es, Merkmale der Basissicherheit und der wesentlichen Leistungen, sowie Prüfungen zu beschreiben und zusätzlich Anleitungen für ihre Anwendung zu geben.

## Gültigkeit
Die deutsche Ausgabe 1.2009 ist ab ihrem Erscheinungsdatum als Deutsche Norm angenommen.
- Die aktuelle Fassung (1.2009) ist korrespondierend mit der 3. Ausgabe der DIN EN 60601-1 anzuwenden.
- Die Vorgängernorm vom Oktober 1996 und die zugehörige Änderung A1 vom Mai 1999 wurde im Januar 2009 zurückgezogen, darf aber bis Juni 2011 mit der 2. Ausgabe der DIN EN 60601-1 verwendet werden.

## Anwendungsbereich
Diese Internationale Norm gilt für die Basissicherheit einschließlich der wesentlichen Leistungsmerkmale von externen Schrittmachern, die durch eine geräteeigene Stromversorgung versorgt werden, nachfolgend als ME-Gerät bezeichnet. 
Ist ein Abschnitt oder Unterabschnitt nur speziell für die Anwendung auf ME-Geräten oder ME-Systemen vorgesehen, ist dies aus Überschrift und Inhalt des Abschnittes oder Unterabschnittes ersichtlich. Ist das nicht der Fall, trifft der Abschnitt oder Unterabschnitt, wo anwendbar, auf das ME-Gerät und das ME-System zu.
Geräte, die sich aus der beabsichtigten physiologischen Wirkungsweise von ME-Geräten oder ME-Systemen im Anwendungsbereich dieser Norm ergeben, sind nicht durch besondere Anforderungen in dieser Norm erfasst.
Diese Norm gilt nicht für die implantierbaren Teile von aktiv implantierbaren Medizingeräten, die in ISO 14708 behandelt werden. Sie gilt nicht für externe Schrittmacher, die direkt oder indirekt mit dem Versorgungsnetz verbunden werden können und nicht für ME-Geräte, die über den Thorax oder den Ösophagus stimulieren, sowie für ME-Geräte für die Antitachykardie-Therapie (diese werden behandelt in: EN 45502-2-2/VDE 0750-10-2).

## Zusatzinformation
Folgende geänderte Anforderungen sind in der EN 60601-2-31 enthalten (Auszug):
- Genauigkeit der Anzeigen
- Schutz vor gefährlichen Ausgangswerten
- Elektromagnetische Verträglichkeit (EMV)